# Tour Beaugrenelle
La tour Beaugrenelle, également connue sous le nom de Tour H15 est un gratte-ciel résidentiel situé dans le quartier du Front de Seine, dans le 15e arrondissement de Paris, en France.
C'est l'une des seules tours du Front de Seine dont les appartements sont dotés de balcons.
La sphère blanche située au sommet n'abrite pas les réserves d'eau anti-incendie, comme cela a pu être écrit parfois, mais est une ancienne enseigne du Centre Commercial Beaugrenelle aujourd'hui inutilisée.[réf. nécessaire]
La tour est par ailleurs protégée de la foudre par un paratonnerre radioactif contenant du radium 226. Cet appareil a fait l'objet d'un « signalement » auprès de l'« Inventaire NAtional des PAratonnerres RADioactifs » le 17 novembre 2011. 